# Guillermo Cañas
Pour les articles homonymes, voir Cañas.
Guillermo Ignacio Cañas, né le 25 novembre 1977 à Buenos Aires, est un joueur de tennis argentin, professionnel de 1995 à 2010.
Cañas est l'un des rares joueurs à avoir un bilan non négatif face au Suisse Roger Federer avec trois victoires pour trois défaites lors de leurs six confrontations.

## Biographie

### Parcours junior
Guillermo Cañas est né à Buenos Aires. Il porte le prénom de la star du tennis argentin Guillermo Vilas, donc ses Parents étaient fans. Il a commencé à jouer à l'âge de 7 ans. Il devient professionnel en 1995 et commence à jouer sur le circuit junior, connaissant quelques succès ; ceux-ci comprenaient une deuxième place à Surbiton, au Royaume-Uni, et une victoire dans l'épreuve de double aux Championnats italiens juniors, en partenariat avec Martín García. Cañas se fait connaître en atteignant les quarts de finale juniors du Tournoi de Wimbledon et devient professionnel dans la foulée.

### Premiers succès
Guillermo Cañas intègre le top 100 en 1998. Après une année presque blanche en 2000 à la suite d'une blessure au poignet, il fait un retour l'année suivante, remportant son premier titre en 2001, à l'âge de 24 ans et devenant 15e mondial.
Il remporte son deuxième titre sur le Circuit ATP lors du Tournoi de tennis de Madras en janvier 2002, en battant en finale le Thaïlandais Paradorn Srichaphan en deux sets (6-4, 7-6). Cette même année, il remporte son premier et unique Masters 1000, à Toronto.

### Suspension pour dopage
Cañas est reconnu coupable de dopage pendant l'Open d'Acapulco et suspendu deux ans en juillet 2005. Il a utilisé un produit non dopant (l'hydrochlorothiazide) mais qui pourrait servir à cacher des substances dopantes (aucune substance dopante n'a été révélée lors des tests). Cette peine fut ensuite réduite à quinze mois en appel, où il fut reconnu partiellement innocent. Selon ce jugement, il s'était fait prescrire un médicament par le médecin du tournoi mais le staff lui aurait délivré un médicament différent. Il fut finalement reconnu coupable de simple négligence. Il commence sa suspension après la semaine du 6 juin 2006 où il a atteint son meilleur classement n°8.

### Retour à la compétition
Cañas reprend la compétition début septembre 2006. À son retour, il joue une série de huit tournois Challenger pour cinq titres et une finale qui l'emmène dans le top 100.
Il élimine également à deux reprises aux Masters Series d'Indian Wells et de Miami le numéro 1 mondial Roger Federer qui restait sur une série de 41 victoires consécutives (son record).
Le 18 février 2007, il remporte son dernier titre sur le Circuit ATP lors du Brasil Open de Costa do Sauípe, battant en finale l'Espagnol Juan Carlos Ferrero en deux sets (7-6, 6-2).

### Retraite sportive
Guillermo Cañas officialise sa retraite le 26 mars 2010, à l'âge de 32 ans. Il précise qu'il a décidé de devenir entraîneur et de se consacrer à l'académie de tennis qu'il a ouverte à Miami.

## Style de jeu
De style typique ibérique, il base son jeu sur la grande régularité de ses coups distillés depuis le fond du court et sur sa condition physique.
Puriste du genre, il est très souvent positionné loin derrière sa ligne de fond et travaille énormément ses frappes de balles en leur influant beaucoup de lift et de hauteur, d'où ses surnoms : Guillermo "la lime" ou "la ponceuse".
Il recherche souvent la faute de son adversaire, lui faisant toujours jouer un coup de plus avec ses trajectoires de balles bombées et accélérantes qui le repousse dans les bâches.
Très malin et patient, il sait particulièrement en abuser face à des joueurs au caractère sanguin qui partent souvent à la faute par agacement. Ce qui donne souvent lieu à des matchs débridés et à tension palpable.

## Palmarès

### Titres en simple messieurs
| No | Date       | Nom et lieu du tournoi                 | Catégorie      | Dotation    | Surface      | Finaliste           | Score                   |          |
| -- | ---------- | -------------------------------------- | -------------- | ----------- | ------------ | ------------------- | ----------------------- | -------- |
| 1  | 09-04-2001 | Grand-Prix Hassan II, Casablanca       | Int' Series    | 325 000 $   | Terre (ext.) | Tommy Robredo       | 7-5, 6-2                | Parcours |
| 2  | 31-12-2001 | Tata Open, Chennai                     | Int' Series    | 375 000 $   | Dur (ext.)   | Paradorn Srichaphan | 6-4, 7-62               | Parcours |
| 3  | 29-07-2002 | Tennis Masters Series Toronto, Toronto | Masters Series | 2 450 000 $ | Dur (ext.)   | Andy Roddick        | 6-4, 7-5                | Parcours |
| 4  | 12-07-2004 | MercedesCup, Stuttgart                 | Series Gold    | 590 000 $   | Terre (ext.) | Gastón Gaudio       | 5-7, 6-2, 6-0, 1-6, 6-3 | Parcours |
| 5  | 19-07-2004 | Croatia Open, Umag                     | Int' Series    | 375 000 $   | Terre (ext.) | Filippo Volandri    | 7-5, 6-3                | Parcours |
| 6  | 27-09-2004 | Heineken Open, Shanghai                | Int' Series    | 355 000 $   | Dur (ext.)   | Lars Burgsmüller    | 6-1, 6-0                | Parcours |
| 7  | 12-02-2007 | Brasil Open, Costa do Sauípe           | Int' Series    | 431 000 $   | Terre (ext.) | Juan Carlos Ferrero | 7-64, 6-2               | Parcours |

### Finales en simple messieurs
| No | Date       | Nom et lieu du tournoi                    | Catégorie      | Dotation    | Surface      | Vainqueur         | Score                   |          |
| -- | ---------- | ----------------------------------------- | -------------- | ----------- | ------------ | ----------------- | ----------------------- | -------- |
| 1  | 19-04-1999 | US Men's Clay Court Championship, Orlando | Int' Series    | 264 250 $   | Terre (ext.) | Magnus Norman     | 6-0, 6-3                |          |
| 2  | 18-06-2001 | Heineken Trophy, Bois-le-Duc              | Int' Series    | 375 000 $   | Gazon (ext.) | Lleyton Hewitt    | 6-3, 6-4                | Parcours |
| 3  | 16-07-2001 | MercedesCup, Stuttgart                    | Series Gold    | 700 000 $   | Terre (ext.) | Gustavo Kuerten   | 6-3, 6-2, 6-4           | Parcours |
| 4  | 08-10-2001 | CA Tennis Trophy, Vienne                  | Series Gold    | 700 000 $   | Dur (int.)   | Tommy Haas        | 6-2, 7-66, 6-4          | Parcours |
| 5  | 08-04-2002 | Grand-Prix Hassan II, Casablanca          | Int' Series    | 356 000 $   | Terre (ext.) | Younès El Aynaoui | 3-6, 6-3, 6-2           | Parcours |
| 6  | 15-07-2002 | MercedesCup, Stuttgart                    | Int' Series    | 475 000 $   | Terre (ext.) | Mikhail Youzhny   | 6-3, 3-6, 3-6, 6-4, 6-4 | Parcours |
| 7  | 11-10-2004 | BA-CA Tennis Trophy, Vienne               | Series Gold    | 658 000 $   | Dur (int.)   | Feliciano López   | 6-4, 1-6, 7-5, 3-6, 7-5 | Parcours |
| 8  | 19-03-2007 | Sony Ericsson Open, Miami                 | Masters Series | 3 200 000 $ | Dur (ext.)   | Novak Djokovic    | 6-3, 6-2, 6-4           | Parcours |
| 9  | 23-04-2007 | Open Seat, Barcelone                      | Series Gold    | 900 000 $   | Terre (ext.) | Rafael Nadal      | 6-3, 6-4                | Parcours |

### Titres en double messieurs
| No | Date       | Nom et lieu du tournoi       | Catégorie   | Dotation  | Surface      | Partenaire       | Finalistes                    | Score          |          |
| -- | ---------- | ---------------------------- | ----------- | --------- | ------------ | ---------------- | ----------------------------- | -------------- | -------- |
| 1  | 23-08-1999 | MFS Pro Championships Boston | Int' Series | 325 000 $ | Dur (ext.)   | Martín García    | Marius Barnard T.J. Middleton | 5-7, 7-62, 6-3 |          |
| 2  | 16-07-2001 | MercedesCup Stuttgart        | Series Gold | 700 000 $ | Terre (ext.) | Rainer Schüttler | Michael Hill Jeff Tarango     | 4-6, 7-61, 6-4 | Parcours |

## Parcours dans les tournois duGrand Chelem

### En simple
| Année | Open d'Australie | Open d'Australie | Internationaux de France | Internationaux de France | Wimbledon       | Wimbledon   | US Open         | US Open         |
| ----- | ---------------- | ---------------- | ------------------------ | ------------------------ | --------------- | ----------- | --------------- | --------------- |
| 1998  | —                | —                | —                        | —                        | 2e tour (1/32)  | F. Clavet   | 2e tour (1/32)  | P. Haarhuis     |
| 1999  | 1er tour (1/64)  | S. Stolle        | 2e tour (1/32)           | G. Kuerten               | 2e tour (1/32)  | A. Agassi   | 2e tour (1/32)  | V. Spadea       |
| 2000  | 1er tour (1/64)  | N. Kiefer        | 1er tour (1/64)          | F. Clavet                | 1er tour (1/64) | N. Escudé   | —               | —               |
| 2001  | 2e tour (1/32)   | M. Tabara        | 1/8 de finale            | L. Hewitt                | 1/8 de finale   | T. Enqvist  | 2e tour (1/32)  | M. Mirnyi       |
| 2002  | 3e tour (1/16)   | J. Björkman      | 1/4 de finale            | A. Costa                 | 2e tour (1/32)  | F. López    | —               | —               |
| 2003  | 2e tour (1/32)   | G. Coria         | —                        | —                        | —               | —           | —               | —               |
| 2004  | 1/8 de finale    | D. Nalbandian    | 1er tour (1/64)          | G. Gaudio                | 1er tour (1/64) | T. Martin   | 3e tour (1/16)  | A. Roddick      |
| 2005  | 1/8 de finale    | N. Davydenko     | 1/4 de finale            | M. Puerta                | —               | —           | —               | —               |
| 2006  | —                | —                | —                        | —                        | —               | —           | —               | —               |
| 2007  | —                | —                | 1/4 de finale            | N. Davydenko             | 3e tour (1/16)  | L. Hewitt   | 2e tour (1/32)  | Lee H-t.        |
| 2008  | —                | —                | 1er tour (1/64)          | W. Odesnik               | 1er tour (1/64) | T. Haas     | 1er tour (1/64) | J. M. del Potro |
| 2009  | 2e tour (1/32)   | F. González      | —                        | —                        | 2e tour (1/32)  | A. Montañés | —               | —               |

N.B. : à droite du résultat se trouve le nom de l'ultime adversaire.

### En double
| Année | Open d'Australie            | Open d'Australie     | Internationaux de France | Internationaux de France | Wimbledon                 | Wimbledon             | US Open                      | US Open                 |
| ----- | --------------------------- | -------------------- | ------------------------ | ------------------------ | ------------------------- | --------------------- | ---------------------------- | ----------------------- |
| 2000  | 1er tour (1/32) D. del Río  | J. Björkman B. Black | —                        | —                        | —                         | —                     | —                            | —                       |
| 2001  | —                           | —                    | —                        | —                        | —                         | —                     | —                            | —                       |
| 2002  | 1/8 de finale L. Arnold Ker | M. Llodra F. Santoro | —                        | —                        | —                         | —                     | —                            | —                       |
| 2003  | 1er tour (1/32) F. Clavet   | J. Blake M. Merklein | —                        | —                        | —                         | —                     | —                            | —                       |
| 2004  | —                           | —                    | —                        | —                        | —                         | —                     | 1er tour (1/32) F. Browne    | R. Schüttler M. Youzhny |
| 2005  | —                           | —                    | —                        | —                        | —                         | —                     | —                            | —                       |
| 2006  | —                           | —                    | —                        | —                        | —                         | —                     | —                            | —                       |
| 2007  | —                           | —                    | —                        | —                        | —                         | —                     | —                            | —                       |
| 2008  | —                           | —                    | —                        | —                        | 1er tour (1/32) M. García | C. Berlocq E. Schwank | 2e tour (1/16) L. Arnold Ker | F. López F. Verdasco    |
| 2009  | 1er tour (1/32) M. Safin    | A. Feeney R. Smeets  | —                        | —                        | —                         | —                     | —                            | —                       |

N.B. : le nom du ou de la partenaire se trouve sous le résultat ; le nom des ultimes adversaires se trouve à droite.

## Parcours dans lesMasters 1000
| Année | Indian Wells              | Miami                    | Monte-Carlo         | Rome                   | Hambourg puis Madrid     | Canada                 | Cincinnati                  | Stuttgart puis Madrid puis Shanghai | Paris                       |
| ----- | ------------------------- | ------------------------ | ------------------- | ---------------------- | ------------------------ | ---------------------- | --------------------------- | ----------------------------------- | --------------------------- |
| 1998  | —                         | 2e tour F. Santoro       | —                   | —                      | —                        | 2e tour T. Henman      | —                           | —                                   | —                           |
| 1999  | —                         | —                        | —                   | —                      | —                        | —                      | —                           | —                                   | —                           |
| 2000  | —                         | 2e tour I. Kafelnikov    | —                   | —                      | —                        | —                      | —                           | —                                   | —                           |
| 2001  | —                         | —                        | —                   | —                      | —                        | —                      | 1/8 de finale J.-M. Gambill | 1/8 de finale L. Hewitt             | 2e tour A. Costa            |
| 2002  | 1er tour G. Gaudio        | 3e tour J. Blake         | 2e tour A. Pavel    | 1er tour M. Hipfl      | 1/8 de finale G. Kuerten | Victoire A. Roddick    | 1er tour P. Sampras         | 2e tour D. Nalbandian               | 1/8 de finale P. Srichaphan |
| 2003  | —                         | —                        | —                   | —                      | —                        | —                      | —                           | —                                   | —                           |
| 2004  | 2e tour A. Costa          | 1/8 de finale A. Roddick | 1er tour A. Martín  | 2e tour D. Sánchez     | 1er tour F. Verdasco     | —                      | —                           | 2e tour J. Johansson                | 1/2 finale M. Safin         |
| 2005  | 1/2 finale R. Federer     | 2e tour J. C. Ferrero    | 2e tour F. Volandri | 1/8 de finale R. Nadal | 2e tour A. Seppi         | —                      | —                           | —                                   | —                           |
| 2006  | —                         | —                        | —                   | —                      | —                        | —                      | —                           | —                                   | —                           |
| 2007  | 3e tour C. Moyà           | Finale N. Djokovic       | —                   | 2e tour G. Simon       | 1er tour J. I. Chela     | 1er tour P.-H. Mathieu | 1er tour J. M. del Potro    | 1/8 de finale R. Federer            | 1/8 de finale T. Robredo    |
| 2008  | 1/8 de finale N. Djokovic | 1/8 de finale I. Andreev | —                   | 2e tour R. Federer     | 1er tour M. Llodra       | 1er tour R. Söderling  | —                           | —                                   | 1er tour F. Serra           |
| 2009  | 1er tour S. Querrey       | 1er tour I. Kunitsyn     | —                   | —                      | 1er tour D. Ferrer       | —                      | —                           | —                                   | —                           |

N.B. : sous le résultat se trouve le nom de l’ultime adversaire.